# Computer Baseball
Computer Baseball est un jeu vidéo de sport créé par Charles Merrow et Jack Avery et publié par Strategic Simulations en 1981 sur Apple II, puis porté sur Atari 8-bit, Commodore 64, IBM PC, Macintosh et Amiga. Le jeu simule des matchs de baseball de quatorze séries mondiales et permet à deux joueurs de s’affronter ou à un joueur d’affronter l’ordinateur. Le jeu a notamment été élu meilleur jeu d’ordinateur de sport en 1982 par le magazine Electronic Games.

## Système de jeu
Computer Baseball est un jeu vidéo de sport qui simule des matchs de baseball. Il peut permet à deux joueurs de s'affronter ou à un joueur d’affronter l’ordinateur. Une option permet également de simuler un match entre deux équipes gérées par le programme. Avant de débuter une partie, le joueur doit d'abord définir les équipes en jeu. Il peut pour cela sélectionner une des équipes contenues dans la base de données du programme, ou en créer une nouvelle en définissant les statistiques des différents joueurs comme leur moyenne de points mérités, leur point produit ou leur moyenne au bâton. Le joueur peut ensuite construire sa stratégie pour le match en sélectionnant son lanceur et en définissant l'ordre dans lequel les frappeurs se succèdent à la batte et la position des joueurs défensifs. Pendant le match, le joueur dispose d'une dizaine d'options offensives et de seize options défensives, qu'il définit en entrant le code de deux lettres correspondant à l'aide du clavier.

## Développement et publication
Développé par Charles Merrow et Jack Avery, Computer Baseball est publié par Strategic Simulations en 1981 sur Apple II. Il est ensuite porté sur Commodore 64 et IBM PC en 1983, sur Atari 8-bit en 1984 et sur Apple Macintosh et Amiga en 1986,. Computer Baseball bénéficie de nombreuses extensions, qui sont publiées par Strategic Simulations et qui incluent notamment les données pour des sélections des meilleures équipes de tous les temps ou pour des équipes de saisons complète de la Major League Baseball . La première, publiée en 1982, incluent par exemple les données des équipes de la saison 1981 de la compétition.

## Accueil
Dans une critique publiée en 1982, le journaliste du magazine Electronic Games estime tout d'abord que Computer Baseball bénéficie de « graphismes étonnamment bon » qui, sans être au niveau de ceux d'un jeu d'arcade, sont plus que suffisant pour représenter visuellement les actions offensives et défensives d'un match. Il juge également qu'il est « très réaliste » et « facile à prendre en main » et qu'il bénéficie de plus d'un option permettant de jouer seul contre l'ordinateur qui, sans être spécialement brillant, joue généralement de manière judicieuse. Ces qualités lui valent d’être élu meilleur jeu de sport sur ordinateur de l’année par le même magazine.
Dans un dossier consacré aux jeux vidéo de baseball publié en 1985 dans Computer Gaming World, le journaliste Bill Oxner juge que rétrospectivement, il reste « un programme cinq étoiles » et « un des meilleurs jeu du genre disponible sur le marché » malgré son ancienneté. S'il considère ses « graphismes limités », il estime en effet qu'il est facile à prendre en main et plutôt réaliste et qu'il fait du bon travail en matière de compilation et de mise à jour des statistiques des joueurs. Il salue également la variété des stratégies offensives et défensives disponibles ainsi que ses nombreuses options qui permettent notamment de créer ses propres équipes, d'observer une partie opposant deux équipes contrôlées par l'ordinateur ou de jouer seul contre ce dernier, même s'il ne le considère pas spécialement bon. Dans un dossier consacré aux jeux de sport publié en 1986 dans le magazine Ahoy!, les journalistes Bill Kunkel et Arnie Katz comparent tout d'abord Computer Baseball à un autre jeu de baseball, Micro League Baseball, et explique que s'il est moins beau que ce dernier, il est sans doute plus adapté aux joueurs qui souhaite simuler une saison complète d'une compétition. Ils jugent en effet que « ses graphismes sont minimalistes », puisqu'ils se limitent à une représentation schématique, mais que le programme « prend en compte bien plus de paramètres statistiques que les autres jeux du même genre ». Ils notent également que comme le jeu est sur le marché depuis plusieurs années, son éditeur a eu le temps de publier de nombreuses extensions qui incluent notamment les données pour des sélections des meilleures équipes de tous les temps ou pour des équipes de saisons complète de la league de baseball américaine. Dans une critique publié la même année, le journaliste Steve Panak du magazine Analog Computing souligne lui aussi son réalisme et ses fonctionnalités uniques mais estime qu'il nécessite beaucoup de temps libre car comme dans la réalité, un match peu durée très longtemps. Il note en effet que créer ou configurer une équipe prend déjà énormément de temps et qu'en plus, le jeu souffre pendant les matchs de ses animations très lentes et de ralentissement lors des changements de joueur. Il conclut donc que malgré son potentiel, le jeu est « un strikeout ». Dans un dossier consacré aux jeux vidéo de baseball publié en 1987 dans The Space Gamer, Robbie Robertson juge tout d'abord qu'il a l'avantage de permettre de créer des équipes personnalisée en entrant les statistiques des joueurs et qu'il prend en compte de nombreux paramètres, dont notamment la rotation des lanceurs. Il déplore par contre ses graphismes limités, l'absence de certaines statistiques importante et le manque de contrôle qu'il donne au joueur sur les stratégies offensives. Il note également la présence de quelques bugs sur certaines versions du programme.
En 1985, Computer Baseball approche les 30 000 copies vendues. Avec plus de 45 000 exemplaires vendus au total, il est le plus gros succès commercial des premières années d'existence de Strategic Simulations.